# 熊本市交通局50形電車 (2代)

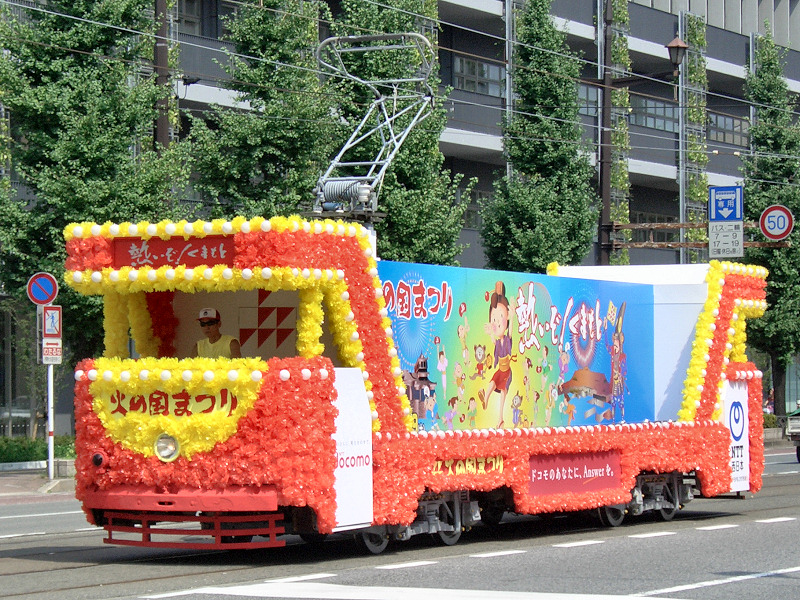
花電車として運用時の53

熊本市交通局50形電車（くまもとしこうつうきょく50がたでんしゃ）はかつて在籍した熊本市交通局（熊本市電）の路面電車用電動貨車である。

## 車両概説
熊本市交通局が従来保有していた貨車・散水車の全廃後、本格的な花電車が運行されることはなかったが、1978年(昭和53年)に火の国まつりの開催時期が変更されたことを契機として、本格的な花電車を走らせるために既存の旅客車両を改造したのが本形式である。
種車となったのは1950年(昭和25年)に広瀬車輌で製造された1050形（旧150形）1051 - 1053である。貨車に改造されたのは51が1983年(昭和58年)、52・53が1979年(昭和54年)で、番号は旧番号の下二桁から取っている。

## 構造

### 車体・設備
車体は前面の運転台下部を残して完全に撤去された床板のみで、中央扉にあったステップは外板と共に埋められた。前面は下部中央に旅客車両よりやや小さめの前照灯を備え、尾灯は左側に赤色一灯型を備えるが、元々が落成(ツーマン)時代がそのスタイルで、ワンマン改造時に昭和30年代から昭和50年代のバスに取付られていたウインカー及びテールライトを前面下部の左右に取り付けられ、尾灯が赤色、制動灯が橙色に区別されたが、花電車へ改装する際に落成時の左側に赤色一灯に戻された。
パンタグラフは改造時に旧型車両と同様、田崎橋・上熊本寄りに移設し、向きも同じ方向となっていた。
運転台は完全なオープンエアータイプとなっているが、実際の運用時には花電車としての装飾が行われるため、屋根のみ設置された状態で運行していた。
また排障器は、51と53が現在の旧型車両の殆どが同じタイプの物を取付ているのに対し、52は1080形1085と同じ楕円形のものを装備していた。

### 電装品・台車
直並列抵抗式を採用している。モータは東洋電機製造が製造した38kWのものを2基使用している。
台車は扶桑金属製のKS40J形板ばね台車である。

## 主要諸元
- 製造年：1950年(昭和25年)(1050形)・貨車改造 :1983年(昭和58年)(51)・1979年(昭和54年)(52･53)
- 全長×全幅×全高：12,800mm×2,277mm×3,805mm
- 自重：16.0t（花電車装飾時）
- 電動機
  - 出力：38kW×2基
  - 駆動方式：吊掛方式(SS-50)
- 制御方式：直並列抵抗式(東洋電機製造・DB1-K4)
- 制動装置：エアーブレーキ・PV-3型(日本エアーブレーキ株式会社→ナブコ→現・ナブテスコ)

## 運用・晩年

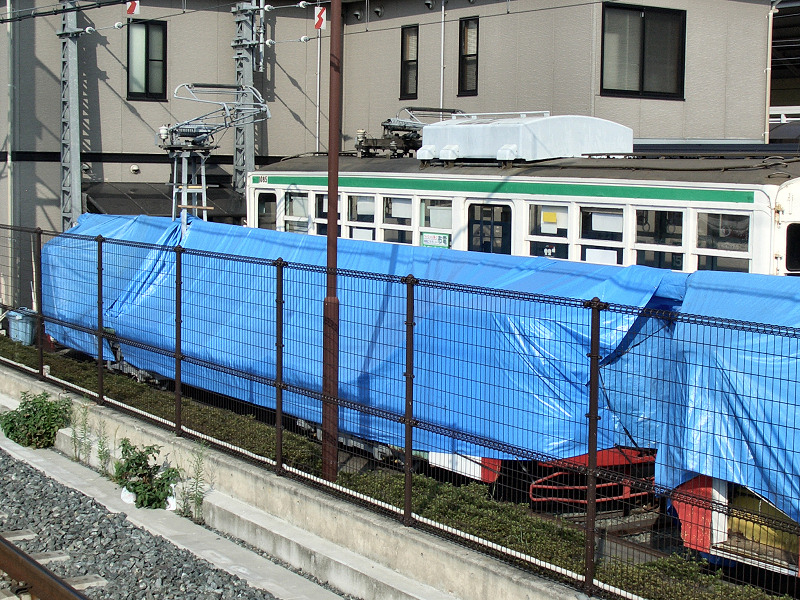
52 上熊本電車車両基地にて

51は1998年(平成10年)に廃車され、晩年は52・53 が残存し、花電車として夏期期間のみ使用され、それ以外は大江車庫から後に上熊本電車車両基地て保管されていた。(写真参照)
長らく毎年スポンサー別に2両体制であったが、2009年(平成21年)より複数のスポンサーが合同化され、53号1両のみの走行になり、装飾も従来より簡素化され2012年(平成24年)より節電などの理由で運行されなかった。
2015年(平成27年)11月ごろ、老朽化により2両とも廃車となり、上熊本車庫にて解体された。